# Apparentement
O apparentement é uma aliança de partidos políticos para se chegar à maioria absoluta, reforçando a maioria existente numa eleição.
Esse tipo de aliança incentiva a formação de governos de coalizão para evitar a fragmentação do sistema partidário. Apóia-se nos interesses e conveniências comuns dos partidos políticos, mas a conduta coalescente ou coesiva dos partidos após as eleições depende da provisão de que a vantagem conquistada nas eleições se perde se os partidos deixarem a coalizão governamental vitoriosa.
Geralmente, sua aplicação se dá em sistemas eleitorais majoritários em que uma vantagem é dada à maioria, como o sistema Sáenz Peña. Quando essa vantagem consiste em uma proporção modesta, haverá uma diferença crucial entre sua concessão a um único vencedor que tenha pluralidade de votos ou a um apparentement.